# Lê Huỳnh Đức
Lê Huỳnh Đức (Ho Chi Minh, 20 aprile 1972) è un allenatore di calcio ed ex calciatore vietnamita, di ruolo attaccante, tecnico del Bình Dương.

## Carriera

### Giocatore
In carriera, Đức ha giocato in vari club del Vietnam e ha avuto una breve esperienza in Cina, nel Chongqing Lifan.
Ha giocato 63 partite con la Nazionale vietnamita, segnando anche 30 gol.

### Allenatore
Dopo il ritiro come calciatore nel 2007, Đức è diventato l'allenatore del Đà Nẵng, squadra con cui aveva concluso la sua carriera.

## Palmarès
- V-League: 1

Ho Chi Minh City Police Football Club: 1995